# Дюбур, Огюст-Рене
Огюст-Рене-Мари Дюбур (фр. Auguste-René-Marie Dubourg; 30 сентября 1842, Логиви-Плугра, Франция — 22 сентября 1921, Ренн, Франция) — французский кардинал. Епископ Мулена с 19 января 1893 по 6 августа 1906 года. Архиепископ Ренна с 6 августа 1906 по 22 сентября 1921 года. Кардинал-священник с 4 декабря 1916, с титулом церкви Санта-Бальбина с 7 декабря 1916.